# Давила, Вергилий
Вергилий Давила (исп. Virgilio Dávila, 28 января 1869, Тоа-Баха, Пуэрто-Рико — 22 августа 1943, Баямон, Пуэрто-Рико) — пуэрто-риканский поэт и общественно-политический деятель. Один из выдающихся представителей модернизма в Пуэрто-Рико.

## Биография
Родился в семье учителей. Получил начальное домашнее образование под руководством своего отца. Затем учился в иезуитской школе и Гражданском педагогическом институте в Олд Сан-Хуане, который окончил в 1895 году. Позже работал учителем в Гурабо и Баямоне, где в 1890 году создал школу. В 1897 году оставил преподавание и посвятил себя управлению семейной фермой.

## Общественно-политическая деятельность
Член Пуэрто-Риканской республиканской партии, основанной в 1899 году, одной из программных целей которой было присоединение Пуэрто-Рико к США. В 1904 году баллотировался на пост мэра г. Баямона и выиграл выборы. С 1905 по 1911 был мэром г. Баямона. Позже отказался от политики, чтобы полностью посвятить себя литературному труду.

## Творчество
Интерес к поэзии проявился у него в молодом возрасте. Первые стихи публиковал в различных периодических изданиях, в том числе «El Buscapié», еженедельном литературном журнале «El Carnaval», «La Democracia», «El Mundo» и «Rocinante». В 1909 году совместно с композитором Браулио Колоном основал еженедельник «Chantecler» .
Поэзия В. Давила была частью движения так называемого «креолизма», или «нативизма», который возник во второй половине XIX века. В 1903 вышла первая книга его стихов под названием «Родина» включавшая ранние лирические произведения поэта, написанные под влиянием романтизма в духе Виктора Гюго.
Второй сборник поэзии «Жизнь и любовь» (1912), наполнен элементами модернизма и креолизма.

## Избранная библиография
- Patria (1903)
- Viviendo y amando (1912)
- Aromas del terruño (1916)
- Pueblito de antes (1917)
- No des Tu Tierra al Extraño (1916) и др.